# خوليان رودريغو فرنانديز
جولييان فرنانديز (بالإسبانية: Julián Fernández) (22 مارس 1995 بوينس آيرس الأرجنتين - ) هو لاعب كرة قدم أرجنتيني يلعب كلاعب وسط.

## روابط خارجية
- خوليان رودريغو فرنانديز على موقع قاعدة بيانات كرة القدم.إي يو (الإنجليزية)
- خوليان رودريغو فرنانديز على موقع Soccerway.com (الإنجليزية)
- خوليان رودريغو فرنانديز على موقع عالم كرة القدم.نت (الإنجليزية)